# Augusts Deglavs
Œuvres principales
roman "Riga"
Augusts Deglavs (né le 9 aout 1862 à pagasts de Šķibe en Lettonie – mort le 3 avril 1922 à Riga en Lettonie) est un écrivain, éditeur et homme politique letton. Il était l'un des premiers romanciers lettons. Deglavs était adepte du néo-réalisme psychologique et ironique, en s'intéressant tout d'abord aux personnages issus du petit peuple de son pays.
Ses œuvres s'inscrivent dans le contexte socio-culturel de l'époque. Il était également membre de l'organisation antigouvernementale le Nouveau Courant (letton : Jaunā strāva).

## Biographie
Augusts Deglavs est né dans la maison "Vīganti", dans la famille du petit propriétaire. Il a été scolarisé à l'école de Auri (1870-1890), puis, travaillait à la ferme de ses parents de 1876 à 1887. À partir du 1887, il vivait à Riga et travaillait à la scierie de A. Dombrovskis. En même temps il collaborait avec les revues Tiesu Vēstnesis, Tēvija, Baltijas Vēstnesis, Dienas Lapa, Mājas Viesis. Plus tard, il devint fonctionnaire et membre de la Fondation lettonne de Riga (Rīgas Latviešu biedrība) jusqu'à 1893. Il était également actif dans l'organisation "Auseklis" connue pour sa lutte contre l'alcoolisme.
Après la Première Guerre mondiale Deglavs s'installe à Saint-Pétersbourg et devient le rédacteur du journal Jaunās Dienas Lapas (1915–1917). Après la Révolution de Février, il entre en politique et participe à la fondation du parti démocratique letton le 16 avril 1917, puis, au parti "Le Bloc démocratique". Il décède le 3 avril 1922 à Riga où il est inhumé au Cimetière de la Forêt,.

## Œuvres
- Vieux chatelain ("Vecais pilskungs")
- Entre les deux feux ("Starp divām ugunīm", 1891)
- Nouveau monde ("Jaunā pasaule", 1897-1898)
- Flamme ("Liesma", 1898)
- Riga : les Patriotes ("Rīga - pirmā daļa "Patrioti", 1910-1911)
- Riga : les meilleures familles ("Rīga - otrā daļa "Labākās familijas", 1920)[3]